# Horace Dove-Edwin
Francis Horace Dove-Edwin (* 10. Februar 1967 in Freetown) ist ein ehemaliger sierra-leonischer Sprinter.
Bei den Olympischen Spielen 1988 in Seoul schied er über 100 Meter, in der 4-mal-100-Meter-Staffel und in der 4-mal-400-Meter-Staffel im Vorlauf aus. Bei den Weltmeisterschaften 1991 in Tokio kam er über 100 Meter nicht über die erste Runde hinaus, bei den Olympischen Spielen 1992 in Barcelona erreichte er über 200 Meter das Viertelfinale.
1994 kam er bei den Commonwealth Games in Victoria über 100 Meter auf den zweiten Platz, wurde aber disqualifiziert, nachdem er bei der Dopingkontrolle positiv auf Stanozolol getestet wurde. Nach Ablauf der zweijährigen Dopingsperre scheiterte er bei den Weltmeisterschaften 1997 in Athen über 100 Meter im Vorlauf.

## Bestzeiten
- 100 m: 10,30 s, 10. August 1994, Kamloops
- 200 m: 21,38 s, 3. August 1992, Barcelona